# Il Baricentro
Il Baricentro foi um grupo italiano de rock.

## História
Derivato do grupo Festa Mobile, esse grupo de Bari, do qual provém seu nome, mas operante em Roma, escolheu um estilo muito diferente do precedente, concentrando-se em um jazz-rock instrumental, gênero muito difuso na Itália na segunda metade dos anos 70.
Ambos os seus discos, publicados pela EMI em 1976 e 1978, mostram fortes influências de grupos estrangeiros como Weather Report ou a Mahavishnu Orchestra, junto a elementos tipicamente mediterrâneos mais evidentes em Trusciant.
A banda se dissolveu depois do segundo álbum, reformando-se por um breve período como trio entre 1983 e 1984 e produzindo autônamamente um single de estampa funky-disco. Os irmãos Boccuzzi permaneceram no âmbito musical tocando ainda em estúdio.

## Álbuns
- 1976 Sconcerto EMI (3C064-18152);
- 1978 Trusciant EMI (3C064-18322);